# Chemistry Tour
Chemistry Tour  fue la segunda gira musical del grupo pop británico, Girls Aloud en la que promociono su tercer disco Chemistry. La gira tuvo 10 fechas por Reino Unido, siendo el tour más corto hasta la fecha, comenzando en Nottingham el 22 de mayo de 2006 y concluyendo en Londres el 3 de junio de 2006.

## Historia
A finales de octubre del 2005 se anunciaron las fechas del tour,  y las entradas salieron a la venta el 4 de noviembre de 2005, aunque la pre venta inicio dos días antes.

## Acto de apertura
1. Nylon
2. Frank

## Lista de canciones
Primer Acto: trajes Rojos/Negros/Blancos
1. "Biology"
2. "No Good Advice
3. "Waiting"
4. "Love Machine" / "1 Thing"

Segundo Acto : Trajes de verano
1. "Long Hot Summer"
2. "Whole Lotta History"
3. "Watch Me Go"
4. "I Predict a Riot"

Tercer Acto: Showgirl 
1. "See the Day"
2. "Sound of the Underground"
3. "Musicals Medley: "Fame " / "What a Feeling" / "|Footloose"

Cuarto Acto: Diferentes vestidos de colores
1. "The Show"
2. "Intro" / "Models"
3. "Racy Lacey"
4. "I'll Stand by You"
5. "Biology" (Reprise)

Encore: Police Officer/Cow Girl/Sailor/Race Car Driver/Cadet Leotards
1. "Wild Horses" / "Wake Me Up"
2. "Jump"

## Fechas de la gira
| Fecha              | Ciudad      | País        | Lugar                                     |
| ------------------ | ----------- | ----------- | ----------------------------------------- |
| 22 de mayo de 2006 | Nottingham  | Reino Unido | Nottingham Arena                          |
| 23 de mayo de 2006 | Sheffield   | Reino Unido | Hallam FM Arena                           |
| 24 de mayo de 2006 | Newcastle   | Reino Unido | Metro Radio Arena                         |
| 26 de mayo de 2006 | Birmingham  | Reino Unido | National Indoor Arena                     |
| 27 de mayo de 2006 | Manchester  | Reino Unido | Manchester Evening News Arena             |
| 28 de mayo de 2006 | Glasgow     | Reino Unido | Scottish Exhibition and Conference Centre |
| 30 de mayo de 2006 | Cardiff     | Reino Unido | Cardiff International Arena               |
| 31 de mayo de 2006 | Bournemouth | Reino Unido | Bournemouth International Centre          |
| 1 de junio de 2006 | Brighton    | Reino Unido | Brighton Centre                           |
| 3 de junio de 2006 | Londres     | Reino Unido | Wembley Arena                             |